# Ernest Boahene
Ernest Boahene (* 6. März 2000 in Accra) ist ein ghanaischer Fußballspieler, der aktuell bei Strømsgodset IF unter Vertrag steht.

## Karriere
Boahene begann seine fußballerische Karriere in Ghana beim Rainbow FC (Ghana). Für die Saison 2019/20 wurde er an den Paris FC verliehen. Am 2. September 2019 (6. Spieltag) debütierte er gegen den FC Chambly über die vollen 90 Minuten. Bis zum Ligaabbruch aufgrund der Corona-Pandemie kam er jedoch nur in einem weiteren Ligaspiel zum Einsatz.
Nach seiner Rückkehr wurde er vom FC Metz fest verpflichtet. Für Metz kam er jedoch zu keinem Ligue-1-Einsatz. Nach einem halben Jahr verließ er den Verein und war im Anschluss zunächst vereinslos. Im März 2022 schloss er sich Strømsgodset IF an.